# تاكاشي أوكازاكي
تاكاشي أوكازاكي (باليابانية: 岡崎能士؛ بالكانا: おかざき たかし) هو مصمم جرافيك ومانغاكا ياباني، ولد في 1974 في كاناغاوا في اليابان.

## أعماله
- آفرو ساموراي

## روابط خارجية
- تاكاشي أوكازاكي على موقع ANN person (الإنجليزية)